# Carlton Car Company
Carlton Car Company war ein neuseeländischer Hersteller von Automobilen.

## Unternehmensgeschichte
John North Birch, der zuvor Marlborough Engineering betrieb, gründete 1922 das Unternehmen in Gisborne. Er begann mit der Produktion von Automobilen. Der Markenname lautete Carlton. 1928 endete die Produktion. 1929 zerstörte ein Feuer das Werk. Insgesamt entstanden zwischen zwei und vier Fahrzeuge.

## Fahrzeuge
Das erste Modell war relativ groß. Ein Farmer erwarb ein Fahrzeug, das als Lastkraftwagen karosseriert war, und zusätzlich ein unfertiges Fahrzeug als Ersatzteillager.
Das letzte Fahrzeug war ein Kleinwagen und hatte etwa die Größe des Austin 7.
Ein Fahrzeug existiert noch.